# Ute Hommola
Ute Hommola   (Weißenborn, 20 de gener de 1952) és una atleta alemanya, especialista en el llançament de javelina, que va competir sota bandera de la República Democràtica Alemanya durant les dècades de 1970 i 1980.
El 1980 va prendre part en els Jocs Olímpics d'Estiu de Moscou, on va guanyar la medalla de bronze en la competició del llançament de javelina del programa d'atletisme, rere la cubana María Colón i la soviètica Saida Gunba.
En el seu palmarès també destaca una medalla de bronze al Campionat d'Europa d'atletisme de 1978. A nivell nacional no guanyà camp campionat de l'Alemanya Oriental, tot i que fou segona en quatre ocasions.

## Millors marques
- Llançament de javelina. 67,24 metres (1981)[3]